# Haidingerita

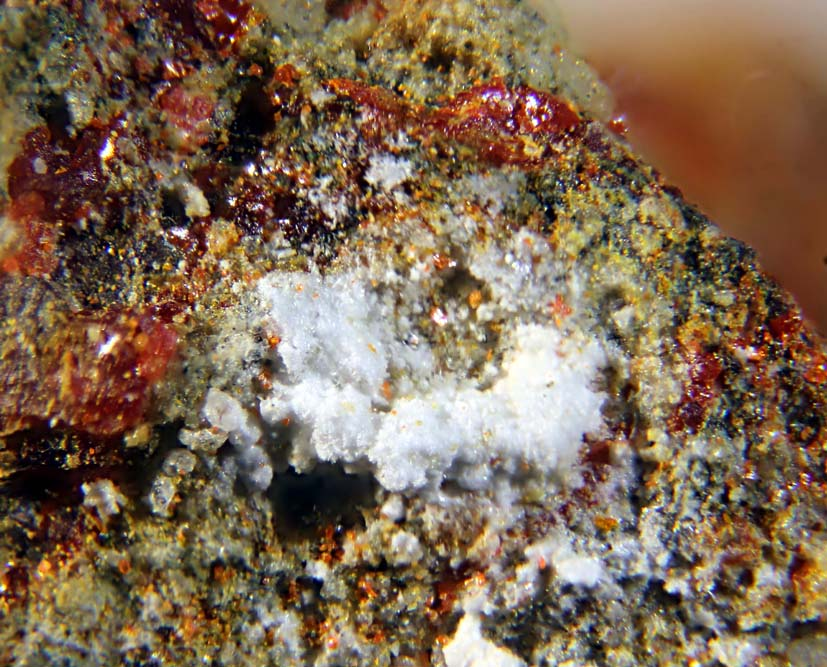
Haidingerita

La haidingerita es un mineral de arseniato de calcio de fórmula  Ca(AsO3OH)·H2O. Cristaliza en el sistema cristalino ortorrómbico como cristales prismáticos cortos a equivalentes. Típicamente ocurre como escamas, botroidal o capas fibrosas. Es blando, tiene una dureza de Mohs de 2 a 2,5, y tiene un peso específico de 2,95. Tiene índices de refracción de nα = 1.590, nβ = 1.602 y nγ = 1.638.
Fue descubierto originalmente en 1827 en Jáchymov, en el noroeste de Bohemia (hoy Región de Karlovy Vary, República Checa). Fue nombrado para honrar al mineralogista austríaco Wilhelm Karl Ritter von Haidinger (1795–1871). Se produce como un producto de la deshidratación de la farmacolita en la mina Getchell, en Nevada.